# Shakespeare-díj
A Shakespeare-díj (Shakespeare Prize) a német Alfred Toepfer alapítványa (Alfred Toepfer Stiftung F.V.S.) által alapított,  évente odaítélt díj volt 1937 és 1938, valamint 1967 és 2006 között, kizárólag kiváló brit írók részére. 

## Története
A díjat, amelyet  a jómódú német Alfred Toepfer alapított, angolbarátsága kifejezésül, a második világháború kitörése előtt csak kétszer adták át. 1967-től a díj odaítélése folytatódott, miután II. Erzsébet angol királynő Németországba látogatott. 

## A díjazottak
- 1937 Ralph Vaughan Williams
- 1938 John Masefield
- 1967 Sir Peter Hall
- 1968 Graham Greene
- 1969 Roy Pascal (Professzor)
- 1970 Harold Pinter
- 1971 Janet Baker
- 1972 Paul Scofield
- 1973 Peter Brook
- 1974 Graham Sutherland
- 1975 John Pritchard
- 1976 Philip Larkin
- 1977 Margot Fonteyn
- 1978 John Dexter
- 1979 Tom Stoppard
- 1980 Roy Strong
- 1981 John Schlesinger
- 1982 Doris Lessing
- 1983 David Hockney
- 1984 Colin Davis
- 1985 Alec Guinness
- 1986 Harold Jenkins (Professzor)
- 1987 Gwyneth Jones
- 1988 Iris Murdoch
- 1989 Peter Shaffer
- 1990 Neville Marriner
- 1991 Maggie Smith
- 1992 Richard Attenborough
- 1993 Julian Barnes
- 1994 Robert Burchfield
- 1995 George Christie
- 1996 Simon Rattle
- 1997 Howard Hodgkin
- 1998 Derek Jacobi
- 1999 Ian McEwan
- 2000 Sam Mendes
- 2001 Tony Cragg
- 2002 A. S. Byatt
- 2003 Matthew Bourne
- 2004 Paul Muldoon
- 2005 Richard Dawkins
- 2006 Bryn Terfel

## Külső hivatkozások
- Alfred Toepfer Foundation: Prizes and Medals until 2006